# ゴーシャ・ルブチンスキー
ゴーシャ・ルブチンスキー（Gosha Rubchinskiy、ロシア語: Гоша Рубчинский、1984年6月29日 - ）は、ロシアのファッションデザイナー、写真家である。またゴーシャ・ルブチンスキー(ГОША РУБЧИНСКИЙ)の名でファッションブランドを展開していた。本名はゲオルギー・アレクサンドロヴィッチ・ルブチンスキー（Georgiy Aleksandrovich Rubchinskiy、ロシア語: Георгий Александрович Рубчинский)。

## 来歴
1984年にモスクワで生まれ、その後モスクワ工科大学に進学した。大学卒業後にスタイリストとして活動を開始する。
彼の作品は、ロシアの若者文化に強く影響を受けており、キリル文字のタイポグラフィとロシアの国旗の色を特徴とするグラフィックプリントを特徴としている。
2008年に最初のコレクションを展開し、その後コム・デ・ギャルソン（COMME des GARÇON）の川久保玲に認められ、2012年よりサポートを受け、ブランドの生産、販売、マーケティングの取り扱いを開始し、国際的展開をするようになる。
自身のブランドのコレクションのほかに、フィラ、セルジオ・タッキーニ、カッパ、アディダス、リーボック、ヴァンズといったスポーツウェアブランドとのコラボレーションも展開した。ラブチンスキーは、2018年春/夏には、バーバリーとのコラボレーションを明らかにし、ハイブランドとのコラボレーションにも挑戦した。
2018年4月4日、「私たちは、皆が知っている形の『ゴーシャ ラブチンスキー』を終了する。シーズン毎のコレクションは、以降販売しない。代わりに、何か新しいことに取り組む」と投稿した。その後、「GR UNIFORMA」というプロジェクトで不定期にコレクションを発表するほか、プロスケーターのトリア・ティタエヴ率いるスケーターコミュニティと共にブランド「PACCBET(ラズベート)」を立ち上げる。
2023年、カニエ・ウエストがプロデュースする「YEEZY」のヘッドデザイナーに就任した。
ファッション以外では、写真家としても活動しており、定期的に写真の出版物や本を自身の服のコレクションと一緒にリリースしている。